# روزستش (ناحیه ژدار ناد سازاوو)
روزستش (به چکی: Rozseč) یک منطقهٔ مسکونی در جمهوری چک است که در ناحیه ژدار ناد سازاووو واقع شده‌است. روزستش ۲٫۰۱ کیلومتر مربع مساحت و ۱۱۳ نفر جمعیت دارد و ۴۹۴ متر بالاتر از سطح دریا واقع شده‌است.